# Dança clássica indiana

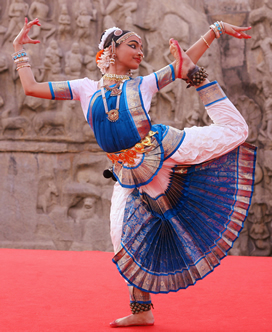
A posição vrscikakuttitam karana executada por uma dançarina da escola de dança Sri Devi Nrithyalaya

A história nos conta que a origem da dança clássica indiana se deu juntamente com o surgimento do teatro clássico indiano através de uma escritura chamada Natya Shastra. Natya é a junção de drama (atuação), música e dança; Shastra quer dizer "escritura".
É dito que o Natya Shastra foi composto pelo próprio deus Brahma, o senhor da criação, e que, para sua composição, foram extraídos textos dos quatro Vedas. Por tal motivo, o Natya Shastra também é chamado de Natya Veda, já que, para confeccionar o Natya Shastra, Brahma incorporou todas as artes e ciências que havia nos Vedas. Do Sama Veda, ele retirou a música; do Rig Veda, a poesia e a prosa; do Yajur Veda, o gestual e a maquiagem; e, finalmente, do Atharva Veda, a representação dramática.
Originalmente, a dança era apresentada dentro dos templos em uma sala especialmente construída e chamada de Natyamandapa. Era executada por mulheres chamadas de Devadasis. Deva significa Deus e dasi, serva: portanto, a dança era considerada uma oferenda aos deuses, assim como a comida, as flores etc.
| “ | Os Deuses criaram a dança como um instrumento para entretenimento. Mais tarde, com o propósito de agradar os deuses, os seres humanos passaram a representar as histórias e as glórias dos deuses. Deste modo, começou o ciclo de celebração manifestada no alegre abandono do movimento e da música. Durante um período de aproximadamente dois milênios, a dança na Índia adquiriu um conjunto gramático, o qual levou a uma certa codificação da técnica. Deste modo, foram plantadas as sementes do celebrado tratado de Bharatha Muni, o Natya Shastra. Isto foi complementado com uma acelerada manifestação da religião formalizada através dos templos. Nos templos, a arte da dança se desenvolveu em sua glória primordial, oferecida como era, aos deuses. Os reis eram patronos de várias formas de arte e, assim, as cortes também tiveram um papel importante na promoção e propagação da dança. Com novas influências culturais no milênio passado, deu-se a fusão e a síntese. As tradições da Ásia Central foram absorvidas no repertório da dança, a qual deixou parcialmente suas amarras nos templos e se mudou para a corte. O domínio colonial da Índia levou ao lento desaparecimento da dança clássica, a qual, quando o país ganhou sua independência, foi revivida. O espírito de rejuvenescimento tem ajudado a dança clássica indiana a atingir um importante lugar no mundo atual. | ” |

## A técnica da Dança Indiana
A dança clássica indiana é dividida em Nritta (dança pura ou abstrata) e Nrittya (dança expressiva):
- Nritta é composta de movimentos baseados no ritmo e na música e não possui significado, tendo um caráter puramente decorativo e abstrato. Os itens de dança pura, como são chamados, possuem complicados padrões rítmicos e diferentes medidas de tempo nos ciclos métricos. Em Nritta, a ênfase é nos movimentos puros de dança, criando padrões no espaço e no tempo sem nenhuma intenção especifica de projetar qualquer emoção. Os movimentos são criados pelas várias partes do corpo para produzir beleza estética. A unidade básica da dança é chamada de Adavu, que quer dizer "combinação", e, no caso da dança pura, combina passos e gestos chamados de Nritta Hastas.

- Nrittya é composto de Hastas e Abhinaya, que são usados para contar histórias através da expressão das mãos, do rosto e do corpo. A palavra hastas quer dizer "mão" e os principais hastas (ou mudras) usados em Nrittya são os Asamyukta (simples) e os Samyukta (compostos). Abhinaya é uma síntese de vários aspectos do processo dramático. Normalmente, esta palavra é traduzida como "atuar" ou "educar". Há quatro tipos de Abhinaya citados nas escrituras: Angika, Vacika, Aharya e Satvika. Angika se refere às expressões do corpo; Vacika, à fala ou canto; Aharya, à caracterização; e Satvika se refere ao comportamento das personagens, a expressão da graciosidade e a emoção propriamente dita. Rasa e Bhava são os principais componentes de Abhinaya. Rasa quer dizer "sabor" e Bhava, "sentimento" ou "emoção". As principais expressões do rosto são chamadas de Nava Rasas e são compostas de: Sringaram (amor), Veeram (heroísmo), Karuna (tristeza ou compaixão), Adbhuta (maravilhamento), Raudram (ira), Hasya (humor ou comedia), Bhayanaka (medo ou pavor), Bibhatsa (nojo) e Shanta (paz).

## Os estilos de Dança Clássica Indiana
Atualmente, existem oito estilos considerados clássicos na Índia:
- Bharathanatyam
- Kuchipudi
- Mohiniyattam
- Kathakali
- Odissi
- Manipuri
- Kathak
- Sattriya[3]